# Paul Scofield
Pour les articles homonymes, voir Scofield.
Paul Scofield,  né le 21 janvier 1922 à Birmingham et mort le 19 mars 2008 à Brighton, est un acteur britannique.

## Biographie
Paul Scofield commence sa carrière en 1940 et tourne dans plus d'une dizaine de films, en obtenant l'Oscar du meilleur acteur en 1966 pour le rôle de Sir Thomas More dans Un homme pour l'éternité de Fred Zinnemann, mais c'est au théâtre qu'il s'imposa dans de grands rôles shakespeariens, notamment Le Roi Lear, mise en scène par Peter Brook, et fut un immense Coriolan.

## Filmographie sélective
- 1955 : La Princesse d'Eboli (That Lady) de Terence Young : roi Philippe II
- 1958 : Agent secret SZ (Carve Her Name with Pride) de Lewis Gilbert : Tony Fraser
- 1964 : Le Train (The Train) de John Frankenheimer : Colonel von Waldheim
- 1966 : Un homme pour l'éternité (A Man for All Seasons) de Fred Zinnemann : Sir Thomas More
- 1969 : La Tente rouge ((Красная палатка) de Mikhaïl Kalatozov : le juge principal
- 1970 : Bartleby (en) de Anthony Friedman
- 1971 : Le Roi Lear (King Lear) de Peter Brook : Le Roi Lear
- 1973 : Scorpio de Michael Winner : Zharkov
- 1973 : A Delicate Balance de Tony Richardson : Tobias
- 1984 : Summer Lightning de Paul Joyce
- 1985 : 1919 (Nineteen Nineteen) de Hugh Brody
- 1985 : Anna Karénine (téléfilm) de Simon Langton : Karénine
- 1987 : Le Fantôme de M. Corbett (Mister Corbett's Ghost) de Danny Huston : M. Corbett
- 1988 : Journal d'Anne Frank (The Attic: The Hiding of Anne Frank) de John Erman (TV) : Otto Frank
- 1989 : L'Île aux baleines (When the Whales Came) de Clive Rees : l'homme aux oiseaux
- 1989 : Henry V de Kenneth Branagh : Charles VI de France
- 1990 : Hamlet de Franco Zeffirelli : le fantôme
- 1992 : Utz, la passion de l'art (Utz) de George Sluizer : docteur Vaclav Orlik
- 1996 : Quiz Show de Robert Redford : Mark Van Doren
- 1996 : La Chasse aux sorcières (The Crucible) de Nicholas Hytner : juge Thomas Danforth
- 1999 : La Ferme des animaux (téléfilm) de John Stephenson : Malabar (voix)